# 김효겸
김효겸(金孝謙, 1955년 11월 14일, 경상남도 부산시 해운대 우면리 ~ )은 대한민국의 정치인이다. 1·3·4대 서울특별시 관악구의원, 제22대 서울특별시 관악구청장을 역임했다.

## 개요
1955년 11월 14일 부산광역시 해운대구 우동에서 태어났다. 1991년 민주자유당에 입당했다. 1995년 신한국당 소속으로 관악구의원에 출마했으나 큰 표차로 낙선했다. 2002년에는 한나라당 소속으로 관악구의원에 출마했고 근소한 표차로 새천년민주당을 이기고 당선되었다. 2006년 관악구청장 선거에 한나라당 소속으로 출마해서 또다시 근소한 표차로 당선되었다. 2009년 10월 13일 뇌물수수와 부정개표 혐의로 관악구청장직이 박탈되었고, 징역형을 선고받아 교도소에 수감되었다. 2020년 현재의 근황은 알 수 없다.
- 은천국민학교 (졸업)
- 동양중학교 (졸업)
- 동양공업고등학교 (졸업)

## 역대 선거 결과
|  | 52.6% |

|  | 36.07% |

|  | 52.99% |

|  | 57.02% |

|  | 44.41% |